# Niederegger
J.G. Niederegger GmbH & Co. KG, bedre kendt som varemærket Niederegger, er en velrenomeret fødevarevirksomhed fra Lübeck i Tyskland, som først og fremst er kendt for sine marcipanprodukter. Niederegger grundlagdes af Johann Georg Niederegger den 1. marts 1806 i Lübeck og har været kendt for sin Lübecker Marzipan i mere end 200 år. Virksomheden ejes af et familestyret kommanditselskab. Virksomheden ejer også Café Niederegger beliggende i Lübecks gamle bykerne, som blev etableret i 1880 af Wilhelm Köpff. Bygningen blev omdannet til ruin natten til den 29. marts 1942 under et allieret luftangreb, men allerede i 1949 stod de to nederste etager klar igen med en nyindrettet café. I dag er der indrettet et marcipanmuseum på førstesalen.